# Julio Ciges Marín
Julio Ciges Marín (Anna, 12 de febrer de 1947 - València, 16 de desembre de 2022) fou un sacerdot valencià, referent per a la comunitat creient i el món del compromís social.

## Biografia
Va nàixer a Anna, poble de l'arxidiòcesi de València. Va cursar els estudis eclesiàstics al Seminari Metropolità de València i va ser ordenat sacerdot en València en 1973. De caràcter progressista, Ciges estava vinculat al Grup del Dissabte i al Fòrum Cristianisme i Món d'Avui.
El seu primer destí va ser al 1973 com a vicari parroquial de Sant Marcel·lí de València, càrrec que va exercir fins al 1985. Al barri va impulsar la creació de la Cooperativa de Consumidors "La Nostra", formant part de la Junta; cooperativa que anys més tard va ser absorbida per Consum. Es va implicar en l'Associació de Veïns del barri i va aconseguir la remodelació del PERI (Pla Integral de Reforma Interior) del barri, ferramenta urbanística que va condicionar favorablement la seua posterior configuració i transformació. També va crear el GREAL (Grup d'Educació a l'Aire Lliure) i va animar la creació del Club Juvenil.
Al 1985 va ser nomenat rector de la parròquia de Sant Ramon i Sant Vicent Ferrer, de Xirivella. En 1994, va tornar a València al ser designat rector de la parròquia de María Immaculada (Vera-Carrasca) de La Malva-rosa Llicenciat en Psicologia, per la Universitat de València també ha estat consiliari en els moviments apostòlics de la Germandats Obreres d'Acció Catòlica i la Joventut Obrera Cristiana.
Una de las primeres coses que va fer al prendre possessió como rector en la Malva-rosa, va ser donar-se d'alta com a soci de l'associació de veïns del barri, on es va implicar activament en defendre les seves causes i va acompanyar al Moviment 15M com a motor de canvi per a la joventut. També va destacar pel seu suport als emigrants i a les persones sense recursos Fou la primera persona a qui va visitar Enric Benavent en ser elegit Arquebisbe de València, poc abans de la seua mort. Fou el bisbe qui presidí la missa exequial al seu soterrar.

## Reconeixements
L'associació de Veïns del barri de Sant Marcel·lí de València li va fer un sopar homenatge el 15 de novembre de 2019. Va ser distingit per les entitats de La Malva-rosa al juny de 2020 en la segona edició de les "Distincions Malva-rosa" amb un reconeixement de l'aportació de Julio per la construcció d'un barri digne. El 6 de desembre de 2022 el seu poble natal, Anna, li va rendir un homenatge i li va posar el seu nom a un carrer al costat de l'església parroquial de La Immaculada Concepció.
La comunitat religiosa de la parròquia María Immaculada de Vera també li va fer un homenatge destacant la seva tasca com a "pastor de tots els veïns del barri de la Malva-rosa sense exclusió". L'Ajuntament de València a l'abril de 2023, li va dedicar la plaça de davant de l'església de Sant Marcel·lí a proposta de les Associacions de veïns del barri de Sant Marcel·lí amb el recolzament de Associació veïnal de la Malva-rosa, l'Arquebisbat de València i varies entitats del barri de Sant Marcel·lí. La plaça va ser inaugurada el dijous 22 de setembre de 2023. El mateix dia, l'associació Veïnal de Sant Marcel·lí va fer coincidir la col·locació de la placa amb l'organització d'un homenatge pòstum dins de les festes populars del barri al qual hi van assistir regidors de l'Ajuntament de València i directius de la Federació d'Associacions de Veïns de València ciutat. L'Ajuntament de València el va nomenar fill adoptiu de la ciutat a títol pòstum el 9 d'octubre de 2023.

## Obres
Julio va ser autor de molts escrits al llarg de la seua vida sacerdotal. El primer llibre que va publicar al desembre de 2020 va ser La experiencia cristiana. Encuentro seguimiento y compromiso amb pròleg de Ximo Garcia Roca Destaca la necessitat de recuperar l'espiritualitat cristiana (la vivència de l'Evangeli) davant la inhumanitat del sistema en què vivim (amb tantes carències i desigualtats). Al 2022 va publicar Iglesia y misión. Protagonismo del Pueblo de Dios y compromiso por la justicia on reflexa la seua contribució a la preparació del Sínode 2023.